# Afrophthalma mirabilis
Afrophthalma mirabilis es un coleóptero de la familia Chrysomelidae.
Fue descrita científicamente por primera vez en 2002 por Erber & Medvedev.